# Велико Христов
Велико (Величко) Христов (също и Домусчиоглу) е български търговец, общественик, кмет на Варна (1878 – 1879).

## Биография
Велико Христов е роден е през 1828 година в еленското село Недялковци.
Бащата Тодор Христов се премества със семейството си в Разград още в ранното детство на Велико и започва търговска дейност. След преместването, началното си образование Велико Христов получава даскал Върбан и при гръцкия епископ Неофит IV Червенски, където научава писмено и говоримо гръцки и турски език. До 1846 г. учи в русенското гръцко училище. Заедно с баща си продължава търговията и постепенно придобива авторитета на виден и заможен гражданин на Разград, който активно участва в обществения живот на града – църковни, училищни и благотворителни дела. Велико Христов учи за абаджия. Заедно с Коста Домусчиолу търгуват заедно.
През 1868 година Велико Христов се установява първо в Каспичан, а после и във Варна (1868), където открива търговски кантори. По-късно прави това в Пловдив и в Цариград. Фирмата му „Варна-Лондон“ е една от първите, които търгуват на световния пазар чрез снабдяване с въглища на Цариград, Варна, Бургас и отделно оперира в Англия, Румъния и Бразилия.
Избран е за представител на Преславската епархия на Първия църковно-народен събор (1871 г. в Цариград). В този събор Величко Христов взима дейно участие и за разлика от много други депутати, той пропуска само две от 37-те заседания. Сред документите му се съхранява екземпляр от Правилника на събора (НБКМ-БИА, ф. 31, а.е. 4, л. 52 – 62), а в Църковноисторическия и архивен институт към Българската патриаршия е запазен дневник, воден от В. Христов за хода на събора (ЦИАИ, № 464, л. 1 – 48)
След Руско-турската война от 1877 – 1878 е назначен за председател на Варненския окръжен съдебен съвет (23 октомври-24 ноември 1878). На 24 ноември 1878 година става председател на Варненския градски съвет (по това време няма длъжност кмет) след проведени избори и с назначение от Варненския губернатор. По време на неговия мандат се назначава инженер който да изработи „основен план“ на Варна, улиците започват да се застилат с калдъръм, поставят се 200 фенера на по-централните места.
Във Варна се назначава първият градски лекар с оглед подобряване на санитарния надзор, определя се място за градско сметище, издава се заповед за метене на улиците. С името на Велико Христов се свързват и сформирането на първата пожарна команда и уреждането на пощата. Въвежда правила за търговията в града и за определяне цените на хранителните стоки от първа необходимост.
Като председател на Варненския градски съвет е избран „по право“ в Учредителното събрание на България, заседавало от 10 февруари до 16 април 1879 година във Велико Търново.
Мандатът му на кмет на Варна приключва на 29 ноември 1879 г. През 1881 година основава първата българска търговска къща в Лондон. През 1891 г. е най-възрастния член на Варненския окръжен съвет. Заседава в Четвъртото велико народно събрание. от 3 до 17 май 1893. Народен представител е в 6 и 7 обикновени народни събрания и е избиран и в 1 обикновено народно събрание, но се отказва по лични икономически причини.
Величко Христов е сред основателите е на Българското търговско параходно дружество „Постоянство“ през 1893 г. Чрез неговата кантора в Лондон през 1894 г. са закупени корабите „Борис“ и „България“ построени в корабостроителницата в Нюкасъл.
Основен дарител за изграждането на Девическата гимназия във Варна. Председател е на Варненската търговско-индустриална камара от 21 август 1896 г. Остава на този пост до 25 октомври 1899 г.

Херман Шкорил цитира кмета на Варна Иван Церов, който казва за Величко Христов:
| „ | ... бѣ човѣкъ строго честенъ, добросъвѣстенъ, справедливъ и безпримѣрно трудолюбивъ; той бѣ отзивчивъ къмъ всѣко полезно обществено начинание въ града ни. Подемътъ, засилването на българщината въ варненската търговска пиаца се дължи на неговата вѣща похватность. | “ |

В. Христов умира през 1902 година във Варна, в дома на синовете си на улица „Преслав“ 45 – 49 – т.нар. Тройна къща.
Синовете му продължават търговската дейност на баща си в Лондон

## Памет
На негово име е наречена бившата улица XIII във Варна. Това е предложение е направено през март 1911 г. на тържествено събрание на Варненското археологическо дружество по случай петдесетгодишнината на първото българско училище в града. Председателят на дружеството Херман Шкорпил предлага да се преименуват 30 улици (наречени линии) с имената на заслужили дейци на учебното дело и възраждането на българщината във Варна. Улиците са преименувани с решение на Общинския съвет от 14 април 1911 г.